# Billardia subrufa
Billardia subrufa is een hydroïdpoliep uit de familie Lafoeidae. De poliep komt uit het geslacht Billardia. Billardia subrufa werd in 1904 voor het eerst wetenschappelijk beschreven door Elof Jäderholm.
De soort werd in 1902 gevonden bij onder meer Seymour Island en Zuid-Georgia tijdens de Zweedse Antarctica-expeditie van 1901-1903.